# Emilin (województwo mazowieckie)
Emilin – osada leśna w Polsce położona w województwie mazowieckim, w powiecie sokołowskim, w gminie Sabnie.
W latach 1975–1998 miejscowość administracyjnie należała do województwa siedleckiego.